# Ensiferella shibuyai
Ensiferella shibuyai är en tvåvingeart som först beskrevs av Kanmiya 1977.  Ensiferella shibuyai ingår i släktet Ensiferella och familjen fritflugor.
Artens utbredningsområde är Taiwan. Inga underarter finns listade i Catalogue of Life.